# Mirepoix (Ariège)
Pour les articles homonymes, voir Mirepoix.
Mirepoix (Mirapeis en occitan languedocien) est une commune française située dans le nord-est du département de l'Ariège, en région Occitanie. Sur le plan historique et culturel, la commune fait partie du pays d'Olmes, haut lieu de la tragédie cathare alliant des paysages d'une grande diversité.
Exposée à un climat océanique altéré, elle est drainée par l'Hers-Vif, le Countirou, le ruisseau des Bessous, le ruisseau de Lestrique, le ruisseau de Malgoude et par divers autres petits cours d'eau. La commune possède un patrimoine naturel remarquable : un site Natura 2000 (« Garonne, Ariège, Hers, Salat, Pique et Neste »), un espace protégé (« Condomine - Mirepoix ») et six zones naturelles d'intérêt écologique, faunistique et floristique.
Mirepoix est une commune rurale qui compte 3 106 habitants en 2022. Elle appartient à l'unité urbaine de Mirepoix. Ses habitants sont appelés les Mirapiciens ou Mirapiciennes.

## Géographie

### Localisation
La commune de Mirepoix se trouve dans le département de l'Ariège, en région Occitanie.
Sur le plan historique et culturel, Mirepoix fait partie du pays d'Olmes, haut lieu de la tragédie cathare alliant des paysages d'une extrême diversité.
Elle se situe à 26 km à vol d'oiseau de Foix, préfecture du département, et à 22 km de Pamiers, sous-préfecture.
Les communes les plus proches sont : 
Besset (3,2 km), La Bastide-de-Bousignac (4,0 km), Coutens (4,3 km), Manses (5,2 km), Roumengoux (5,3 km), Sainte-Foi (5,6 km), Malegoude (5,9 km), Saint-Julien-de-Gras-Capou (5,9 km).
Mirepoix est limitrophe de treize autres communes dont quatre dans le département de l'Aude.
| Villautou (Aude), Plaigne (Aude), Lapenne | Lafage (Aude)           | Plavilla (Aude), Sainte-Foi   |
| Manses                                    | Mirepoix                | Malegoude                     |
| Coutens, Besset                           | La Bastide-de-Bousignac | Cazals-des-Baylès, Roumengoux |

Mirepoix, commune traversée par le cours de l'Hers-Vif et limitrophe du département de l'Aude, est située entre piémont pyrénéen et Lauragais, sur la route reliant Pamiers à Carcassonne. Le GR7 y passe.

### Superficie et relief
La superficie cadastrale de la commune publiée par l’Insee, qui sert de références dans toutes les statistiques, est de 47,28 km2,. La superficie géographique, issue de la BD Topo, composante du Référentiel à grande échelle produit par l'IGN, est quant à elle de 47,69 km2. L'altitude du territoire varie entre 276 m et 462 m.

### Géologie
La commune est située dans le Bassin aquitain, le deuxième plus grand bassin sédimentaire de la France après le Bassin parisien, certaines parties étant recouvertes par des formations superficielles. Les terrains affleurants sur le territoire communal sont constitués de roches sédimentaires datant du Cénozoïque, l'ère géologique la plus récente sur l'échelle des temps géologiques, débutant il y a 66 millions d'années. La structure détaillée des couches affleurantes est décrite dans la feuille « n°1058 - Mirepoix » de la carte géologique harmonisée au 1/50 000ème du département de l'Ariège, et sa notice associée.

### Hydrographie

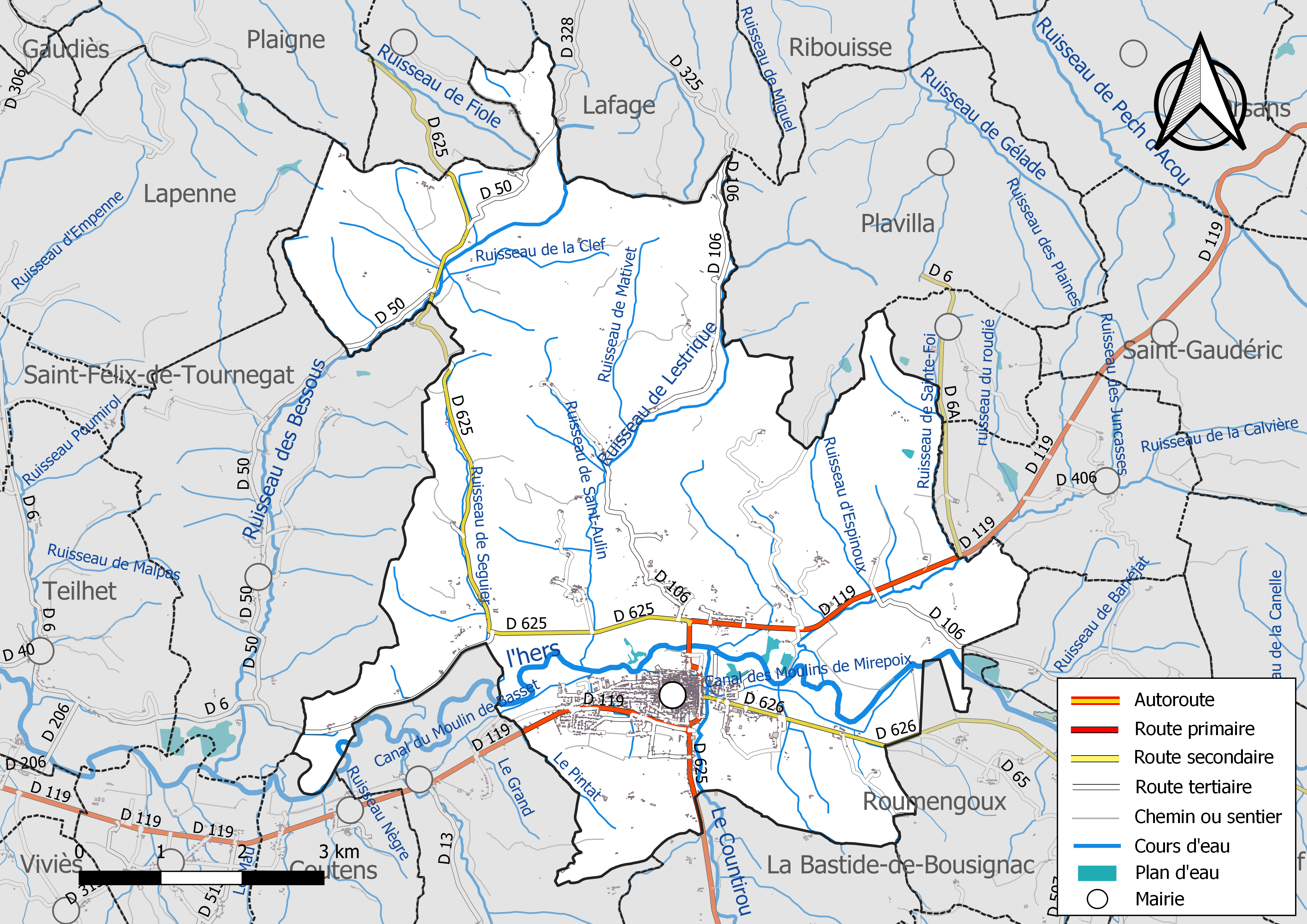
Réseaux hydrographique et routier de Mirepoix.

La commune est dans le bassin versant de la Garonne, au sein du bassin hydrographique Adour-Garonne. Elle est drainée par l'Hers-Vif, le Countirou, le ruisseau des Bessous, le ruisseau de Lestrique, le ruisseau de Malgoude, un bras de l'Hers, Canal des Moulins de Mirepoix, Canal du Moulin de Basset, la Coume Factou, le Pintat, le ruisseau Abéouradou, le ruisseau Combe de Saint-Martin, le ruisseau de Fajous, le ruisseau de la Clef, constituant un réseau hydrographique de 75 km de longueur totale,.
L'Hers-Vif, d'une longueur totale de 134,9 km, prend sa source dans la commune de Prades et s'écoule du sud vers le nord. Il traverse la commune et se jette dans l'Ariège à Cintegabelle, après avoir traversé 41 communes.
Le Countirou, d'une longueur totale de 15,2 km, prend sa source dans la commune de Tabre et s'écoule du sud vers le nord. Il traverse la commune et se jette dans l'Hers-Vif sur le territoire communal, après avoir traversé 6 communes.
Le ruisseau des Bessous, d'une longueur totale de 11,2 km, prend sa source dans la commune de Lafage et s'écoule vers le sud. Il traverse la commune et se jette dans l'Hers-Vif à Manses, après avoir traversé 3 communes.

### Climat
Pour des articles plus généraux, voir Climat de l'Occitanie et Climat de l'Ariège.
En 2010, le climat de la commune est de type climat du Bassin du Sud-Ouest, selon une étude s'appuyant sur une série de données couvrant la période 1971-2000. En 2020, Météo-France publie une typologie des climats de la France métropolitaine dans laquelle la commune est dans une zone de transition entre le climat océanique altéré et le climat de montagne et est dans une zone de transition entre les régions climatiques « Pyrénées orientales » et « Pyrénées centrales »0.
Pour la période 1971-2000, la température annuelle moyenne est de 12,9 °C, avec  une amplitude thermique annuelle de 15,7 °C. Le cumul annuel moyen de précipitations est de 773 mm, avec 9,5 jours de précipitations en janvier et 5,6 jours en juillet. Pour la période 1991-2020 la température moyenne annuelle observée sur la station météorologique la plus proche, située sur la commune de Léran à 12 km à vol d'oiseau, est de 12,5 °C et le cumul annuel moyen de précipitations est de 810,2 mm,. Pour l'avenir, les paramètres climatiques de la commune estimés pour 2050 selon différents scénarios d’émission de gaz à effet de serre sont consultables sur un site dédié publié par Météo-France en novembre 2022.

### Milieux naturels et biodiversité

#### Espaces protégés
La protection réglementaire est le mode d’intervention le plus fort pour préserver des espaces naturels remarquables et leur biodiversité associée,.
Un  espace protégé est présent sur la commune : 
« Condomine - Mirepoix », un terrain acquis (ou assimilé) par un conservatoire d'espaces naturels, d'une superficie de 8,5 ha.

#### Réseau Natura 2000

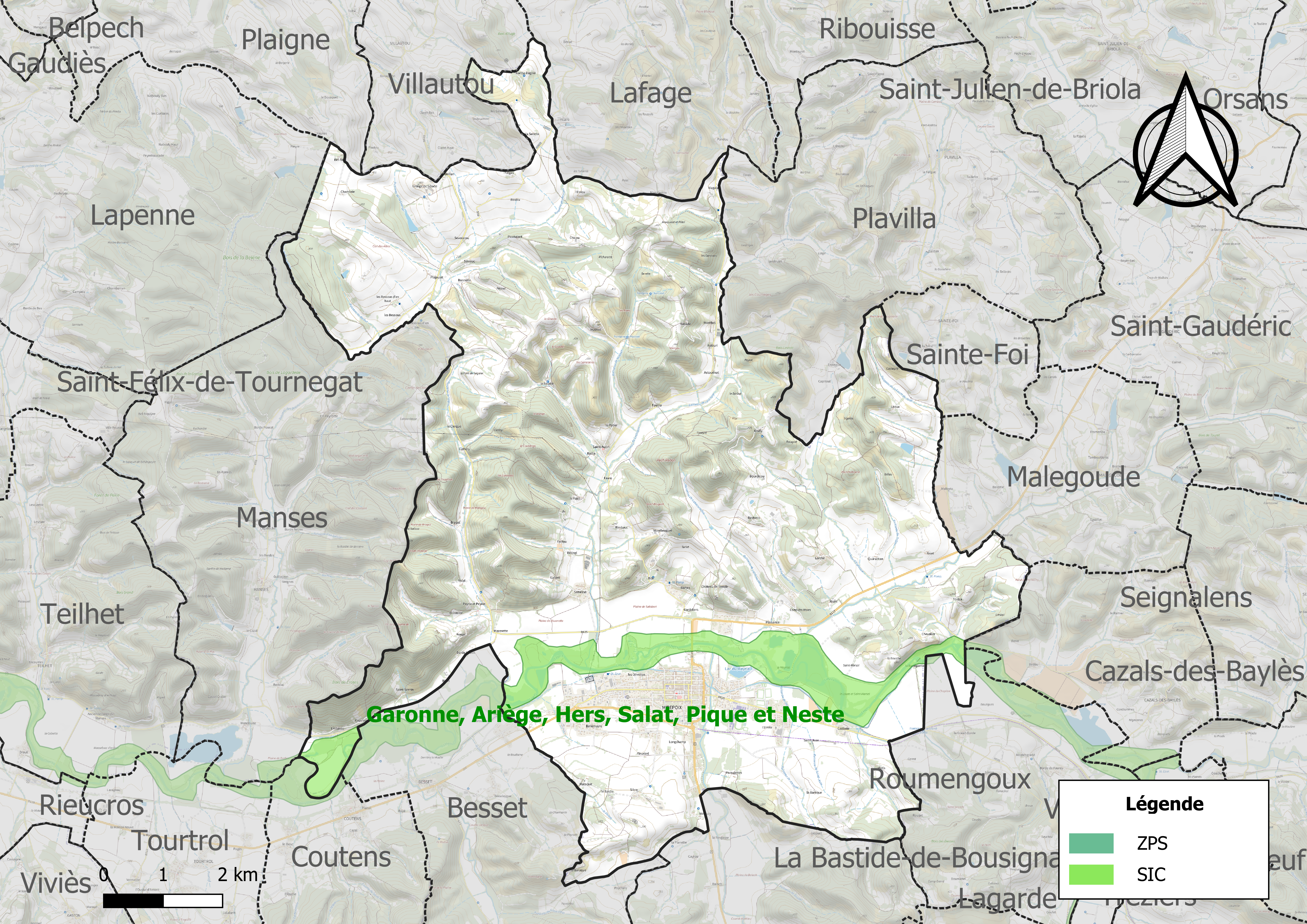
Site Natura 2000 sur le territoire communal.

Le réseau Natura 2000 est un réseau écologique européen de sites naturels d'intérêt écologique élaboré à partir des directives habitats et oiseaux, constitué de zones spéciales de conservation (ZSC) et de zones de protection spéciale (ZPS).
Un site Natura 2000 a été défini sur la commune au titre de la directive habitats : « Garonne, Ariège, Hers, Salat, Pique et Neste », d'une superficie de 9 581 ha, un réseau hydrographique pour les poissons migrateurs, avec des zones de frayères actives et potentielles importantes pour le Saumon en particulier qui fait l'objet d'alevinages réguliers et dont des adultes atteignent déjà Foix sur l'Ariège.

#### Zones naturelles d'intérêt écologique, faunistique et floristique
L’inventaire des zones naturelles d'intérêt écologique, faunistique et floristique (ZNIEFF) a pour objectif de réaliser une couverture des zones les plus intéressantes sur le plan écologique, essentiellement dans la perspective d’améliorer la connaissance du patrimoine naturel national et de fournir aux différents décideurs un outil d’aide à la prise en compte de l’environnement dans l’aménagement du territoire.
Trois ZNIEFF de type 1 sont recensées sur la commune :
- les « coteaux du Nord-Mirapicien » (1 893 ha), couvrant 8 communes dont 4 dans l'Ariège et 4 dans l'Aude[32] ;
- le « cours de l'Hers » (891 ha), couvrant 41 communes dont 32 dans l'Ariège, 7 dans l'Aude et 2 dans la Haute-Garonne[33],
- le « lac de Montbel et partie orientale du bas pays d'Olmes » (7 200 ha), couvrant 38 communes dont 30 dans l'Ariège et 8 dans l'Aude[34] ;

et trois ZNIEFF de type 2, : 
- les « coteaux du Palassou » (26 749 ha), couvrant 48 communes dont 43 dans l'Ariège et 5 dans l'Aude[35] ;
- l'« ensemble de coteaux au nord du Pays de Mirepoix » (9 691 ha), couvrant 17 communes dont 10 dans l'Ariège et 7 dans l'Aude[36] ;
- « l'Hers et ripisylves » (1 417 ha), couvrant 41 communes dont 32 dans l'Ariège, 7 dans l'Aude et 2 dans la Haute-Garonne[37].

Carte des ZNIEFF de type 1 et 2 à Mirepoix.
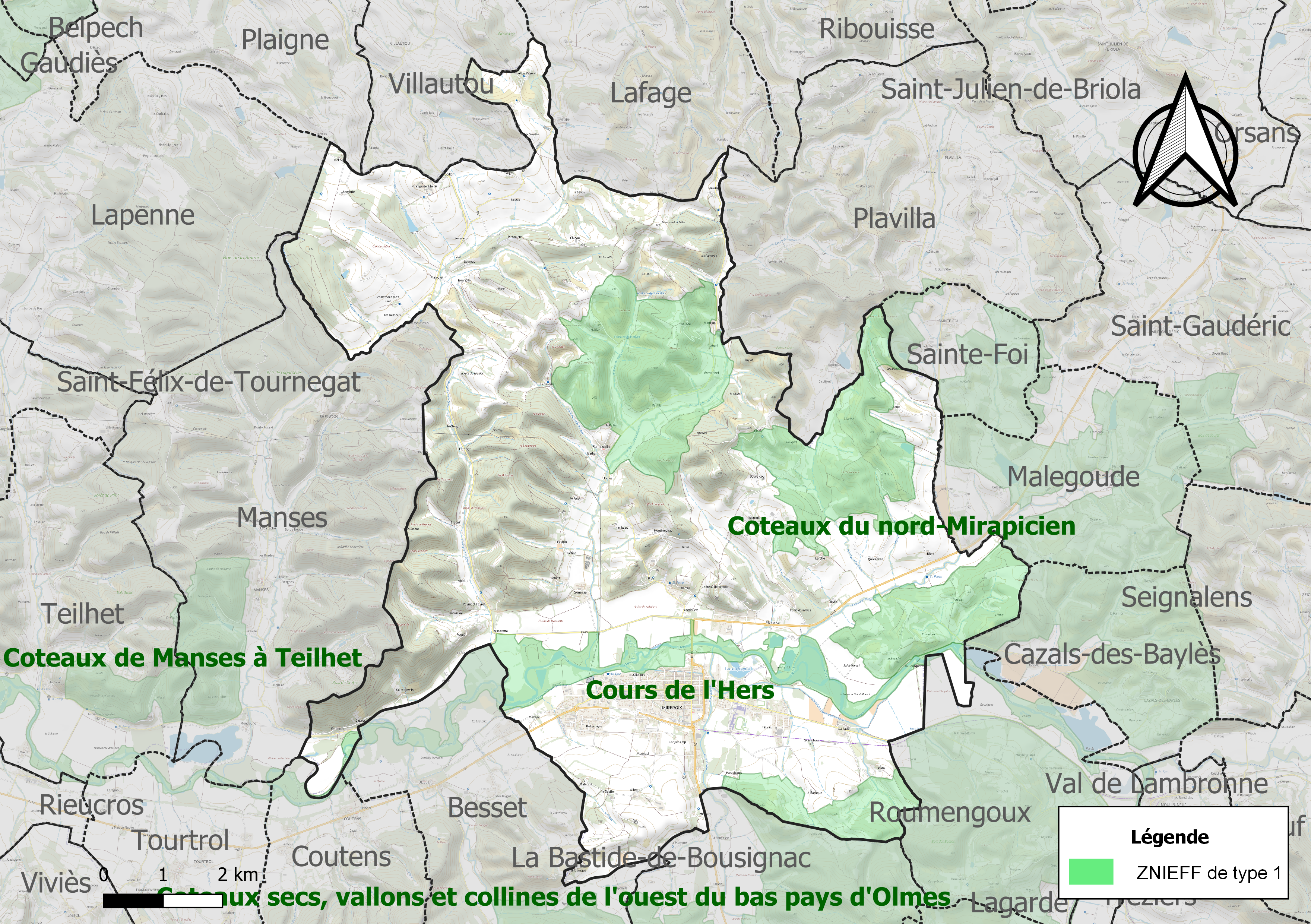
Carte des ZNIEFF de type 1 sur la commune.
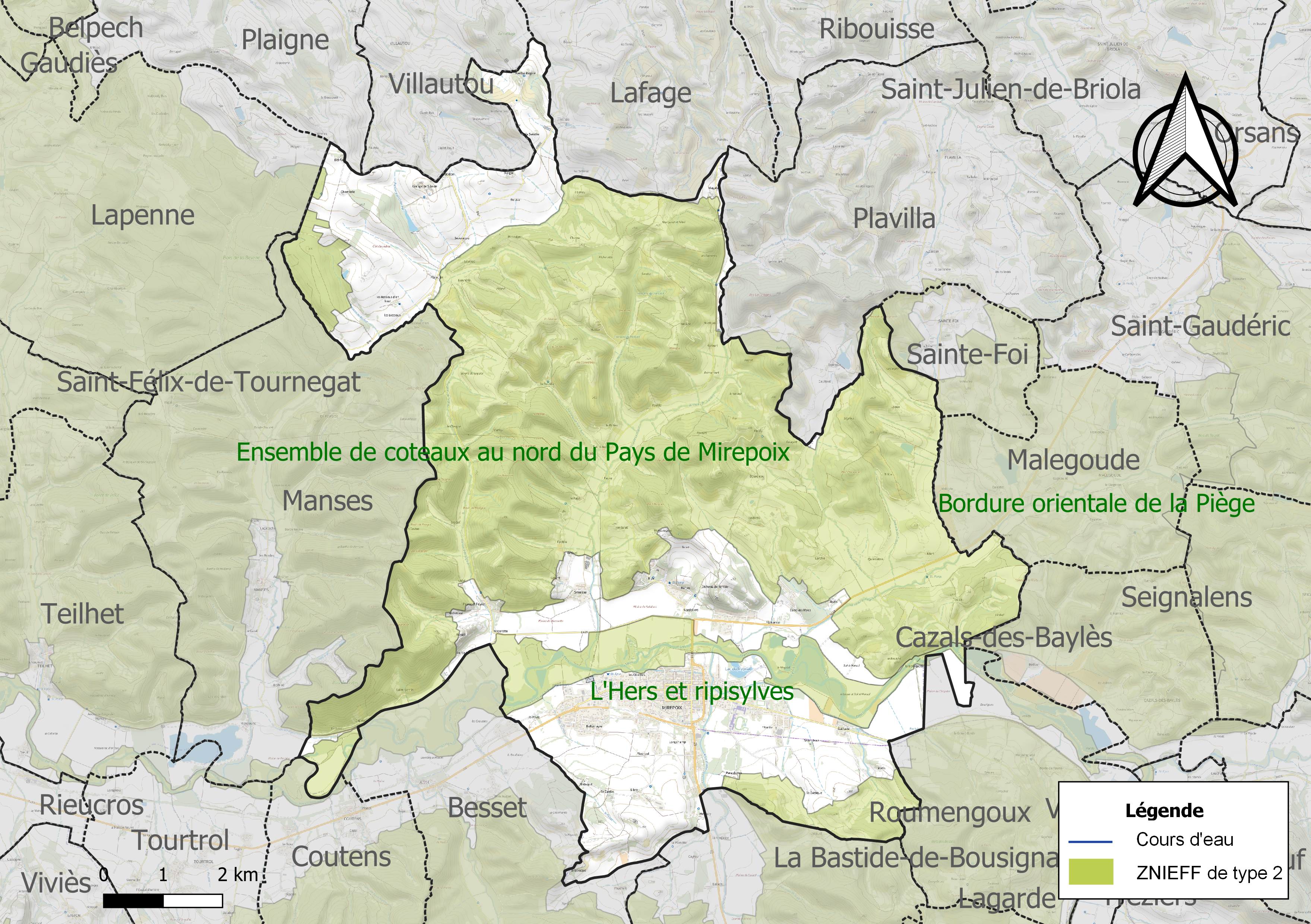
Carte des ZNIEFF de type 2 sur la commune.

## Urbanisme

### Typologie
Au 1er janvier 2024, Mirepoix est catégorisée bourg rural, selon la nouvelle grille communale de densité à 7 niveaux définie par l'Insee en 2022.
Elle appartient à l'unité urbaine de Mirepoix, une unité urbaine monocommunale constituant une ville isolée,. La commune est en outre hors attraction des villes,.

### Occupation des sols
L'occupation des sols de la commune, telle qu'elle ressort de la base de données européenne d’occupation biophysique des sols Corine Land Cover (CLC), est marquée par l'importance des territoires agricoles (62,2 % en 2018), une proportion sensiblement équivalente à celle de 1990 (62,7 %). La répartition détaillée en 2018 est la suivante : 
forêts (33,2 %), zones agricoles hétérogènes (31,4 %), terres arables (15,8 %), prairies (15 %), zones urbanisées (3,7 %), mines, décharges et chantiers (0,7 %), eaux continentales (0,2 %). L'évolution de l’occupation des sols de la commune et de ses infrastructures peut être observée sur les différentes représentations cartographiques du territoire : la carte de Cassini (XVIIIe siècle), la carte d'état-major (1820-1866) et les cartes ou photos aériennes de l'IGN pour la période actuelle (1950 à aujourd'hui).

### Habitat et logement
En 2018, le nombre total de logements dans la commune était de 2 066, alors qu'il était de 1 954 en 2013 et de 1 871 en 2008.
Parmi ces logements, 75,7 % étaient des résidences principales, 7,3 % des résidences secondaires et 17 % des logements vacants. Ces logements étaient pour 73 % d'entre eux des maisons individuelles et pour 25,9 % des appartements.
Le tableau ci-dessous présente la typologie des logements à Mirepoix en 2018 en comparaison avec celle de l'Ariège et de la France entière. Une caractéristique marquante du parc de logements est ainsi une proportion de résidences secondaires et logements occasionnels (7,3 %) inférieure à celle du département (24,6 %) mais supérieure à celle de la France entière (9,7 %). Concernant le statut d'occupation de ces logements, 58 % des habitants de la commune sont propriétaires de leur logement (57,8 % en 2013), contre 66,3 % pour l'Ariège et 57,5 % pour la France entière.
| Typologie                                               | Mirepoix | Ariège | France entière |
| ------------------------------------------------------- | -------- | ------ | -------------- |
| Résidences principales (en %)                           | 75,7     | 65,7   | 82,1           |
| Résidences secondaires et logements occasionnels (en %) | 7,3      | 24,6   | 9,7            |
| Logements vacants (en %)                                | 17       | 9,7    | 8,2            |

### Voies de communication et transports
Accès par les anciennes routes nationales N 119, N 625, N 626.

### Risques majeurs
Le territoire de la commune de Mirepoix est vulnérable à différents aléas naturels : inondations, climatiques (grand froid ou canicule), feux de forêts, mouvements de terrains et séisme (sismicité faible). Il est également exposé à deux risques technologiques, le transport de matières dangereuses et la rupture d'un barrage,.

#### Risques naturels

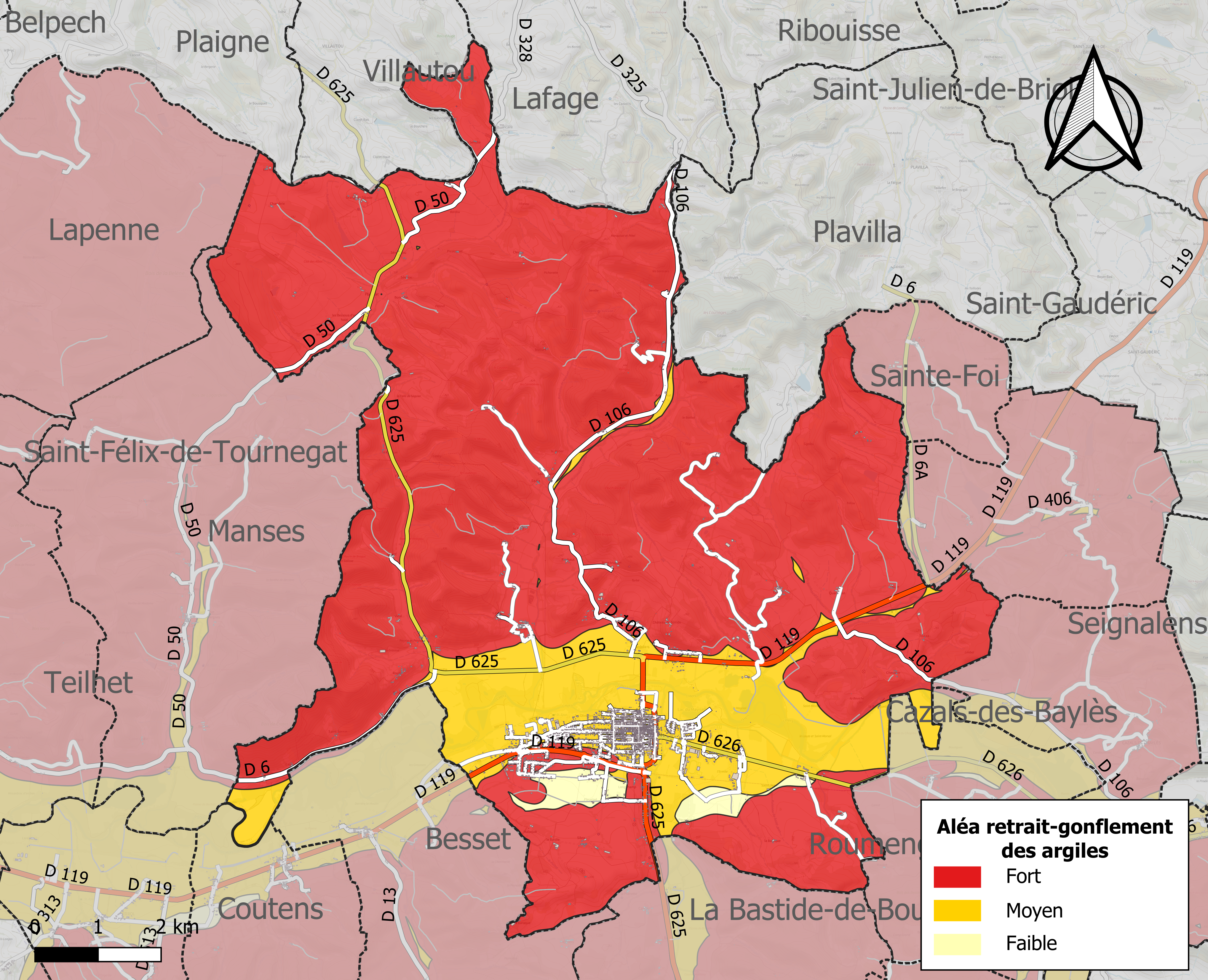
Zonage de l'aléa retrait-gonflement des argiles sur la commune de Mirepoix.

Certaines parties du territoire communal sont susceptibles d’être affectées par le risque d’inondation par débordement, crue torrentielle d'un cours d'eau, l'Hers-Vif, ou ruissellement d'un versant. L’épisode de crue le plus marquant dans le département reste sans doute celui de 1875. Parmi les inondations marquantes plus récentes concernant l'Hers figure la crue torrentielle de 2014 de l'Hers amont affectant en particulier le village de Lassur.
Les mouvements de terrains susceptibles de se produire sur la commune sont soit des chutes de blocs, soit des glissements de terrains, soit des effondrements liés à des cavités souterraines, soit des mouvements liés au retrait-gonflement des argiles. Près de 50 % de la superficie du département est concernée par l'aléa retrait-gonflement des argiles, dont la commune de Mirepoix. L'inventaire national des cavités souterraines permet par ailleurs de localiser celles situées sur la commune.
Ces risques naturels sont pris en compte dans l'aménagement du territoire de la commune par le biais d'un plan de prévention des risques (PPR) inondation et mouvement de terrain approuvé le 13 septembre 2010.

#### Risques technologiques
Le risque de transport de matières dangereuses par une infrastructure routière ou ferroviaire ou par une canalisation de transport de gaz concerne la commune. Un accident se produisant sur une telle infrastructure est en effet susceptible d’avoir des effets graves au bâti ou aux personnes jusqu’à 350 m, selon la nature du matériau transporté. Des dispositions d’urbanisme peuvent être préconisées en conséquence.
Dans le département de l’Ariège on dénombre cinq grands barrages susceptibles d’occasionner des dégâts en cas de rupture. La commune fait partie des 80 communes susceptibles d’être touchées par l’onde de submersion consécutive à la rupture d’un de ces barrages.

## Toponymie
Le nom de la localité est attesté sous la forme Mirapixo en 1063.
Il s'agit d'une formation toponymique médiévale assez fréquente issue de l'occitan mira peis « (lieu d'où l'on) regarde les poissons »,, ce qui fait référence à l'emplacement de la ville, bâtie à proximité d'un gué sur l'Hers, aux eaux suffisamment claires et limpides en cet endroit pour pouvoir y admirer les poissons.
Remarque : les formes anciennes des différents Mirepoix, Mirepeix (Basse-Pyrénées, Mirapes 1181) et de la forme diminutive Mirepeisset (Aude, de Mirapisce 1271) impliquent toutes cette signification pour ce type toponymique occitan.

## Histoire
Dépendante du comté de Foix et d'une famille seigneuriale locale (cf. Pierre-Roger), la ville fut gagnée par le catharisme à la fin du XIIe siècle. Un concile en 1206 y rassembla 600 cathares. La ville fut prise en 1209 par Simon de Montfort qui la donna à un de ses lieutenants, Guy de Lévis, d'où la famille de Lévis-Mirepoix.

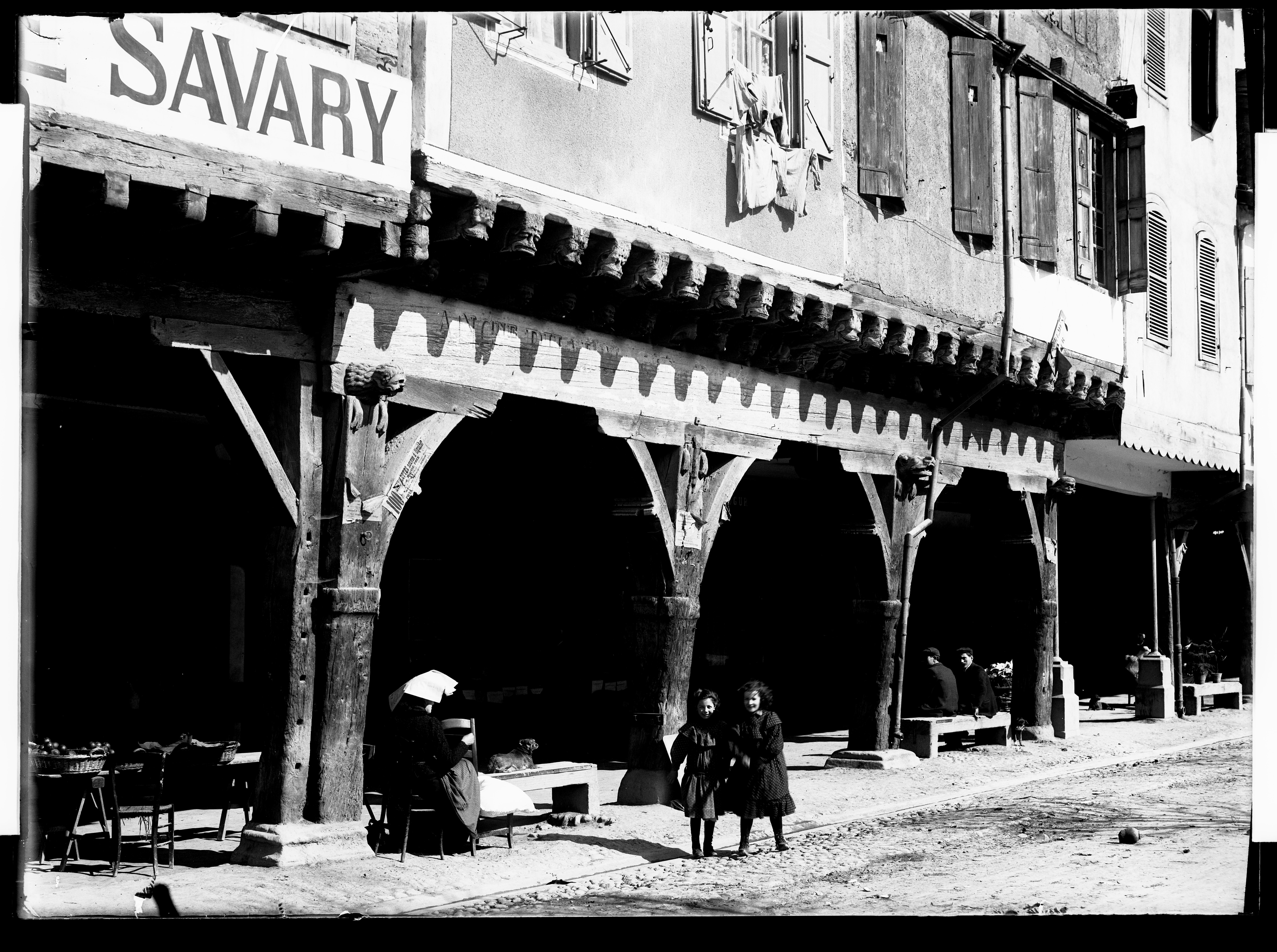
Place des Couverts, 1906, photographie d'Eugène Trutat, conservée au Muséum de Toulouse.

La ville, initialement établie près du lit de l'Hers, sur sa rive droite, est inondée par une violente crue qui emporte la majeure partie de la population faisant plus de mille morts (à la suite de la rupture du verrou du lac de Puivert) en 1289, et non 1279, comme l'erreur ancienne d'un copiste l'a longtemps fait croire.
Totalement détruite, elle est rebâtie immédiatement sur l'autre rive de la rivière, mais cette fois sur une terrasse naturelle surélevée, cédée par le seigneur de Mirepoix.
Mirepoix n'est donc pas à proprement parler une bastide (ville nouvelle de repeuplement), mais une ville ancienne reconstruite sur les plans urbanistiques en vigueur à cette époque et qui sont typiques des bastides.
Mirepoix fut un évêché jusqu'en 1801.
La gare de Mirepoix, ouverte aux voyageurs de 1898 à 1943 se trouvait sur la ligne de Pamiers à Limoux.

## Politique et administration

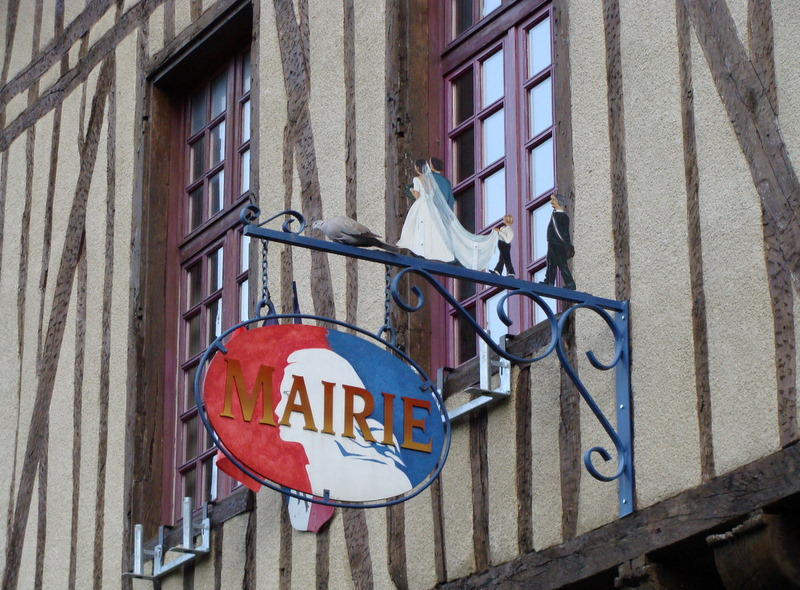
Mairie.

### Découpage territorial
La commune de Mirepoix est membre de la communauté de communes du Pays de Mirepoix, un établissement public de coopération intercommunale (EPCI) à fiscalité propre créé le 31 décembre 2013 dont le siège est à Mirepoix. Ce dernier est par ailleurs membre d'autres groupements intercommunaux.
Sur le plan administratif, elle est rattachée à l'arrondissement de Pamiers, au département de l'Ariège, en tant que circonscription administrative de l'État, et à la région Occitanie.
Sur le plan électoral, elle dépend du canton de Mirepoix pour l'élection des conseillers départementaux, depuis le redécoupage cantonal de 2014 entré en vigueur en 2015, et de la deuxième circonscription de l'Ariège  pour les élections législatives, depuis le redécoupage électoral de 1986.

### Administration municipale
Le nombre d'habitants au recensement de 2011 étant compris entre 2 500 habitants et 3 499 habitants, le nombre de membres du conseil municipal pour l'élection de 2014 est de vingt trois,.

### Jumelages
- Palafrugell (Espagne).

## Population et société

### Démographie
L'évolution du nombre d'habitants est connue à travers les recensements de la population effectués dans la commune depuis 1793. Pour les communes de moins de 10 000 habitants, une enquête de recensement portant sur toute la population est réalisée tous les cinq ans, les populations de référence des années intermédiaires étant quant à elles estimées par interpolation ou extrapolation. Pour la commune, le premier recensement exhaustif entrant dans le cadre du nouveau dispositif a été réalisé en 2004.

En 2022, la commune comptait 3 106 habitants, en évolution de −2,66 % par rapport à 2016 (Ariège : +1,48 %, France hors Mayotte : +2,11 %).
| 1793  | 1800  | 1806  | 1821  | 1831  | 1836  | 1841  | 1846  | 1851  |
| ----- | ----- | ----- | ----- | ----- | ----- | ----- | ----- | ----- |
| 3 300 | 3 193 | 3 510 | 3 657 | 3 633 | 4 060 | 4 160 | 4 394 | 4 476 |

| 1856  | 1861  | 1866  | 1872  | 1876  | 1881  | 1886  | 1891  | 1896  |
| ----- | ----- | ----- | ----- | ----- | ----- | ----- | ----- | ----- |
| 4 326 | 4 181 | 4 187 | 3 943 | 4 057 | 3 942 | 3 934 | 3 524 | 3 560 |

| 1901  | 1906  | 1911  | 1921  | 1926  | 1931  | 1936  | 1946  | 1954  |
| ----- | ----- | ----- | ----- | ----- | ----- | ----- | ----- | ----- |
| 3 368 | 3 314 | 3 558 | 3 261 | 3 341 | 3 236 | 3 112 | 3 030 | 3 078 |

| 1962  | 1968  | 1975  | 1982  | 1990  | 1999  | 2004  | 2006  | 2009  |
| ----- | ----- | ----- | ----- | ----- | ----- | ----- | ----- | ----- |
| 3 078 | 3 255 | 3 273 | 3 139 | 2 993 | 3 061 | 3 060 | 3 077 | 3 139 |

| 2014  | 2019  | 2022  | - | - | - | - | - | - |
| ----- | ----- | ----- | - | - | - | - | - | - |
| 3 148 | 3 102 | 3 106 | - | - | - | - | - | - |

| selon la population municipale des années : | 1968 | 1975 | 1982 | 1990 | 1999 | 2006 | 2009 | 2013 |
| Rang de la commune dans le département      | 7    | 8    | 7    | 8    | 7    | 8    | 8    | 9    |
| Nombre de communes du département           | 340  | 328  | 330  | 332  | 332  | 332  | 332  | 332  |

### Enseignement
- École maternelle et primaire Jean-Jaurès[69]
- École privée Saint-Maurice
- Collège et lycée polyvalent régional regroupés au sein de la cité scolaire de Mirepoix[70]. Le lycée, le seul du département de l’Ariège à vocation technologique, n’a jamais cessé d’affirmer sa vocation de pôle technologique depuis son installation en 1968 dans les locaux actuels[71].

### Culture et événements
- Espace culturel André-Malraux.
- Premier dimanche de juillet : Salon du livre d'histoire locale de Mirepoix.
- 3e weekend de juillet (depuis 1979[72]) : Fêtes Historiques de Mirepoix. Durant quatre jours des animations et spectacles sont proposés de jour et en soirée. Un grand défilé, multi-époques est présenté le dimanche après-midi.
- Premier weekend d'août (depuis 1988) : Festival MiMa[73], festival des arts de la marionnette. Durant 4 jours, la ville est décorée par un scénographe et de très nombreux spectacles (régionaux, nationaux et internationaux) sont joués dans différents lieux de la bastide.
- Chaque année se déroule le festival Castel Artès promouvant la musique classique à Mirepoix et alentour[74].
- Saison de concerts (de mai à octobre) en la cathédrale par les amis de l'orgue.
- Début de la rentrée scolaire, exposition scientifique organisée par l'association Vive la science.
- Médiathèque intercommunale.

### Sport et équipements sportifs
Le sentier de grande randonnée 7 (sentier européen E4) venant de Mazamet et allant vers Andorre-la-Vieille considère Mirepoix comme une ville étape.
Tennis, pétanque, dojo, lieu de passage de la 12e étape du Tour de France 2006, piscine intercommunale...

### Écologie et recyclage
La collecte et le traitement des déchets des ménages et des déchets assimilés ainsi que la protection et la mise en valeur de l'environnement se font dans le cadre de la communauté de communes du Pays de Mirepoix.
Une déchetterie intercommunale existe depuis janvier 2002 sur la commune.

## Économie

### Revenus
En 2018, la commune compte 1 555 ménages fiscaux, regroupant 3 034 personnes. La médiane du revenu disponible par unité de consommation est de 19 300 € (19 820 € dans le département). 37 % des ménages fiscaux sont imposés (40,7 % dans le département).

### Emploi
| Division       | 2008   | 2013   | 2018   |
| -------------- | ------ | ------ | ------ |
| Commune        | 10,8 % | 13,7 % | 12,3 % |
| Département    | 8,9 %  | 11,1 % | 11,2 % |
| France entière | 8,3 %  | 10 %   | 10 %   |

En 2018, la population âgée de 15 à 64 ans s'élève à 1 729 personnes, parmi lesquelles on compte 71,5 % d'actifs (59,2 % ayant un emploi et 12,3 % de chômeurs) et 28,5 % d'inactifs,. Depuis 2008, le taux de chômage communal (au sens du recensement) des 15-64 ans est supérieur à celui de la France et du département.
La commune est hors attraction des villes,. Elle compte 1 477 emplois en 2018, contre 1 357 en 2013 et 1 403 en 2008. Le nombre d'actifs ayant un emploi résidant dans la commune est de 1 052, soit un indicateur de concentration d'emploi de 140,4 % et un taux d'activité parmi les 15 ans ou plus de 46,8 %.
Sur ces 1 052 actifs de 15 ans ou plus ayant un emploi, 548 travaillent dans la commune, soit 52 % des habitants. Pour se rendre au travail, 70,9 % des habitants utilisent un véhicule personnel ou de fonction à quatre roues, 2,6 % les transports en commun, 17,2 % s'y rendent en deux-roues, à vélo ou à pied et 9,3 % n'ont pas besoin de transport (travail au domicile).

### Activités hors agriculture
424 établissements sont implantés  à Mirepoix au 31 décembre 2019. Le tableau ci-dessous en détaille le nombre par secteur d'activité et compare les ratios avec ceux du département,.
| Secteur d'activité                                                                                        | Commune | Commune | Département |
| Secteur d'activité                                                                                        | Nombre  | %       | %           |
| --- | ------- | ------- | ----------- |
| Ensemble                                                                                                  | 424     | 100 %   | (100 %)     |
| Industrie manufacturière, industries extractives et autres                                                | 29      | 6,8 %   | (12,9 %)    |
| Construction                                                                                              | 34      | 8 %     | (14,2 %)    |
| Commerce de gros et de détail, transports, hébergement et restauration                                    | 159     | 37,5 %  | (27,5 %)    |
| Information et communication                                                                              | 7       | 1,7 %   | (1,8 %)     |
| Activités financières et d'assurance                                                                      | 13      | 3,1 %   | (2,8 %)     |
| Activités immobilières                                                                                    | 25      | 5,9 %   | (4,2 %)     |
| Activités spécialisées, scientifiques et techniques et activités de services administratifs et de soutien | 55      | 13 %    | (13,2 %)    |
| Administration publique, enseignement, santé humaine et action sociale                                    | 66      | 15,6 %  | (14,4 %)    |
| Autres activités de services                                                                              | 36      | 8,5 %   | (8,8 %)     |

Le secteur du commerce de gros et de détail, des transports, de l'hébergement et de la restauration est prépondérant sur la commune puisqu'il représente 37,5 % du nombre total d'établissements de la commune (159 sur les 424 entreprises implantées  à Mirepoix), contre 27,5 % au niveau départemental.
Les cinq entreprises ayant leur siège social sur le territoire communal qui génèrent le plus de chiffre d'affaires en 2020 sont : 
- SJCP, entretien et réparation de véhicules automobiles légers (2 116 k€) ;
- Bastirem, supérettes (1 823 k€) ;
- Recaero Composites - Socam, construction aéronautique et spatiale (1 787 k€) ;
- SARL Ferrand Philippe Et Fils, travaux de revêtement des sols et des murs (916 k€) ;
- Agence Hamilton, agences immobilières (502 k€).

### Agriculture
La commune fait partie de la petite région agricole dénommée « Coteaux de l'Ariège ». En 2010, l'orientation technico-économique de l'agriculture  sur la commune est la polyculture et le polyélevage.
|                                   | 1988  | 2000 | 2010 |
| --------------------------------- | ----- | ---- | ---- |
| Exploitations                     | 52    | 35   | 31   |
| Superficie agricole utilisée (ha) | 2 297 | 2285 | 2246 |

Le nombre d'exploitations agricoles en activité et ayant leur siège dans la commune est passé de 52 lors du recensement agricole de 1988 à 35 en 2000 puis à 31 en 2010, soit une baisse de 40 % en 22 ans. Le même mouvement est observé à l'échelle du département qui a perdu pendant cette période 48 % de ses exploitations. La surface agricole utilisée sur la commune a également diminué, passant de 2 297 ha en 1988 à 2 246 ha en 2010. Parallèlement la surface agricole utilisée moyenne par exploitation a augmenté, passant de 44 à 72 ha.

## Culture locale et patrimoine

### Lieux et bâtiments

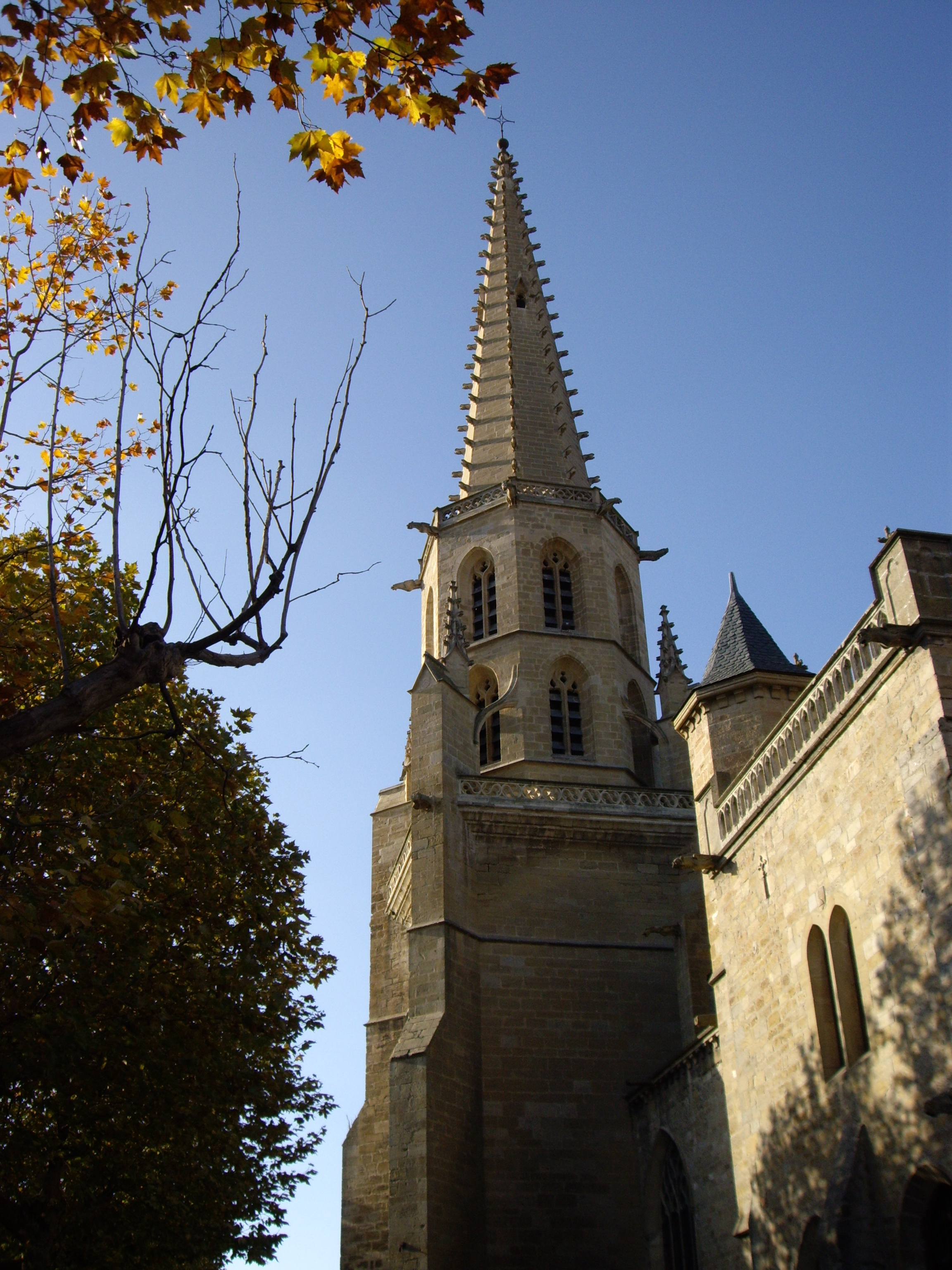
Cathédrale Saint-Maurice de Mirepoix.

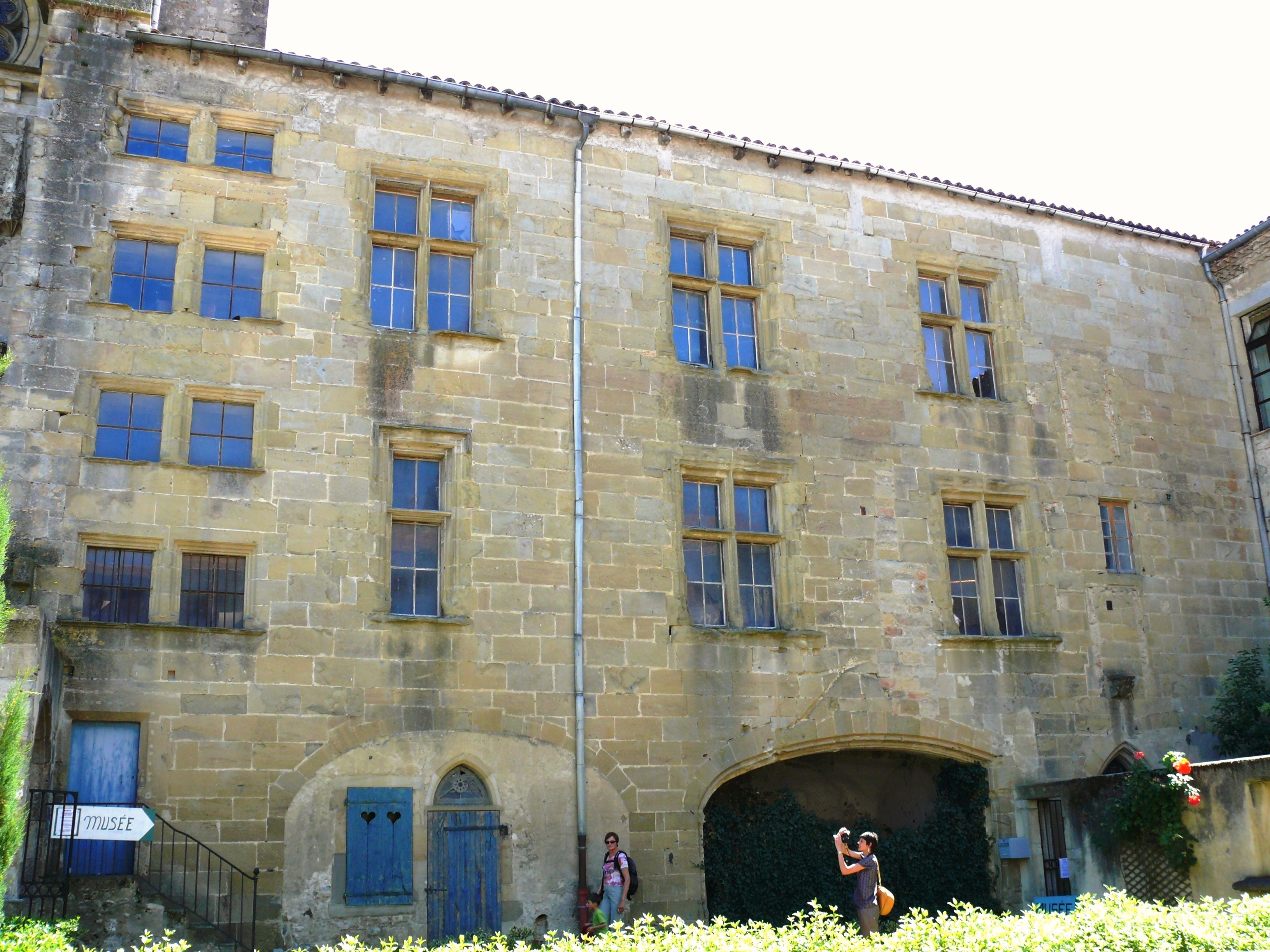
Palais épiscopal et musée.

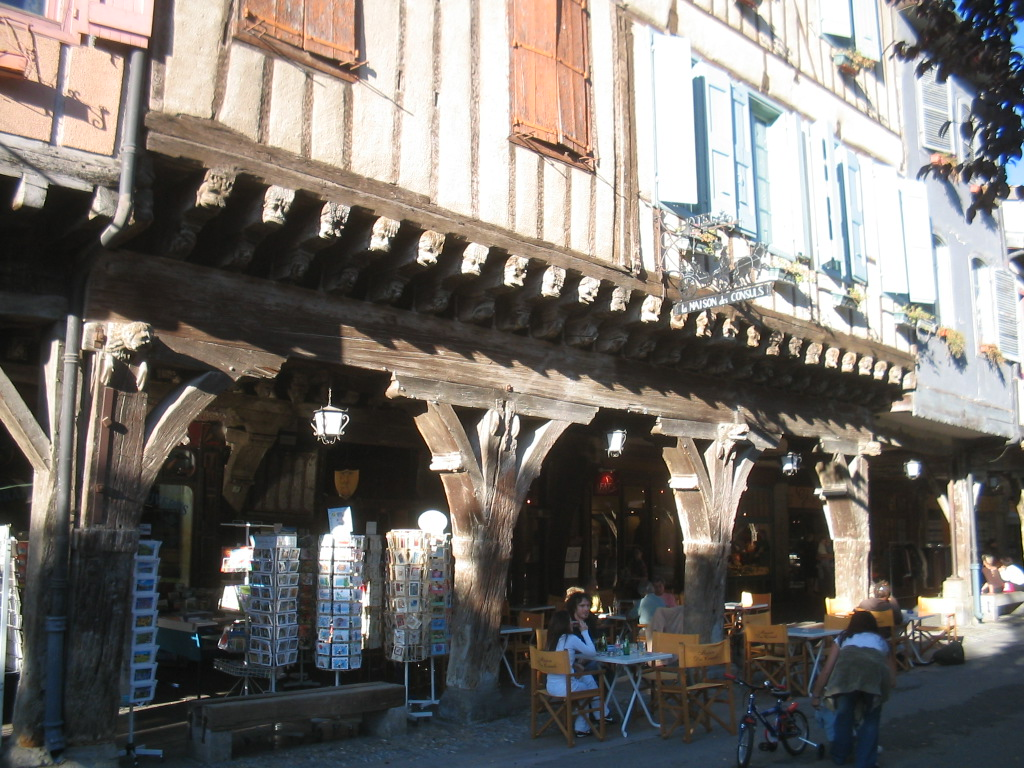
La Maison des Consuls.

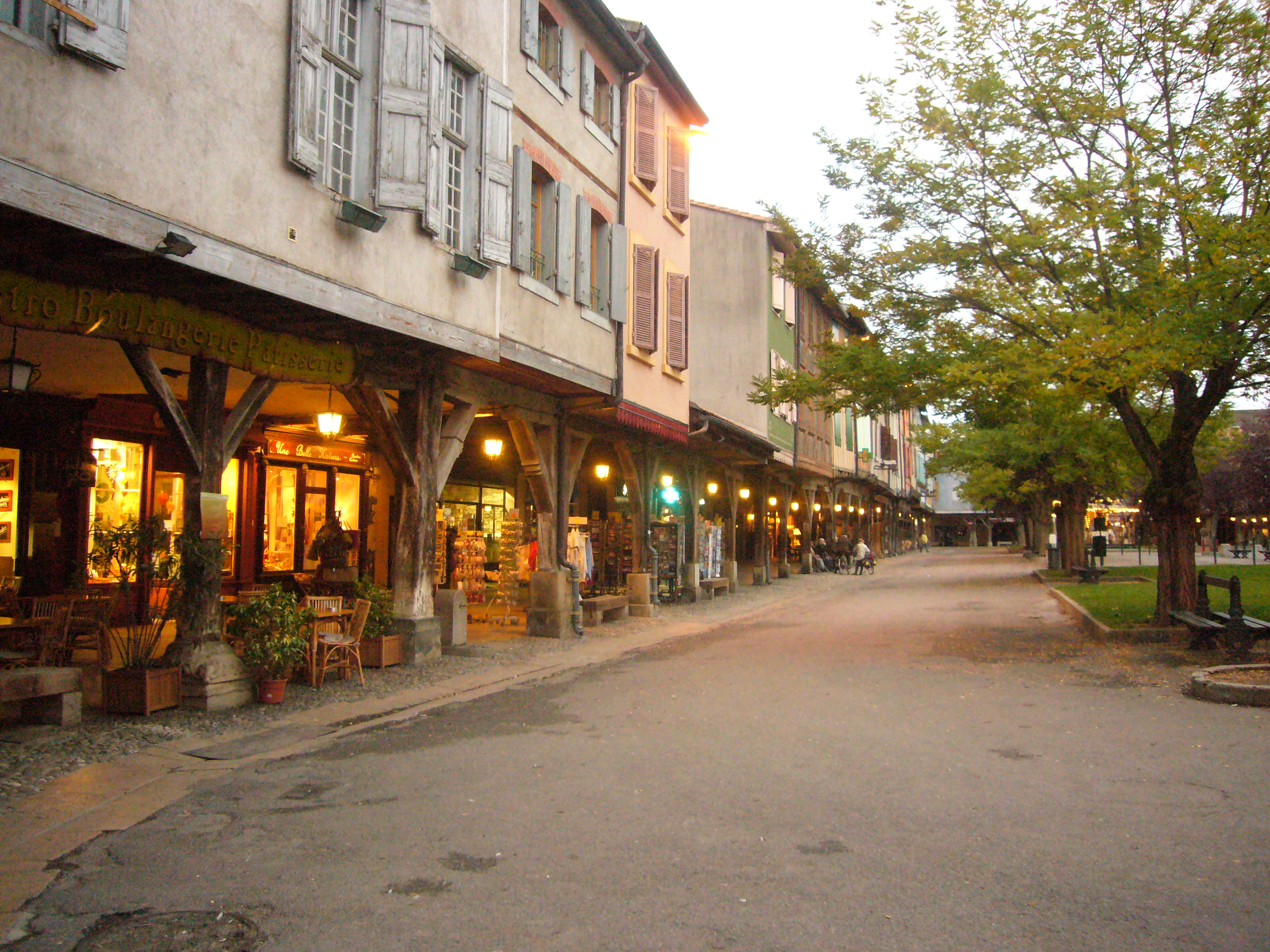
La place des Couverts.

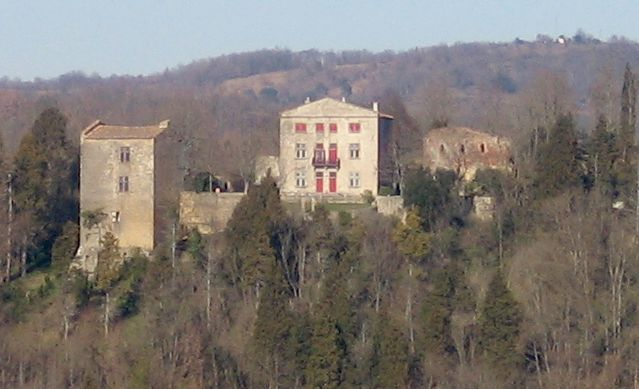
Château de Terride.

#### Palais épiscopal
Le palais épiscopal, pour la partie située dans le prolongement de la nef de la cathédrale, date du XVe siècle,. Il fut bâti, également, par Philippe de Lévis. Le bâtiment perpendiculaire fut construit au XVIIIe siècle à la demande de l'évêque Jean Boyer.

#### Maison des consuls
Elle date du XVe siècle : le 5 janvier 1274, Guy III de Lévis donne aux habitants de la cité le droit d'élire des consuls. Après la crue dévastatrice de l'Hers en juin 1289, il leur fait concession, quelques jours plus tard, de cent sétérées de terre sur la rive gauche de la rivière pour y bâtir la ville nouvelle. En l'année 1500, les consuls se voient octroyer le droit de bâtir leur maison sur le solier de la maison de Justice. Le 14 août 1655, ils achètent une maison pour en faire l'Hôtel de Ville. Elle faisait office de tribunal, de salle de conseil et de prison. La poutre de façade, ou poitrail, est un cœur de chêne d'un seul tenant de près de 12 mètres de long et de plus de 60 cm d'épaisseur. 104 sculptures ornent les extrémités des sommiers (poutres perpendiculaires à la façade) et les piliers de soutènement.

#### La porte d'Avail
Elle date de 1372. La tour se trouvant à proximité, aujourd'hui propriété privée, est celle de Charles de Montfaucon, seigneur de Rogles (XVIe siècle). Elle servait de poste de guet.

#### Les couverts etmaisons à colombages
À l'ouest du Grand Couvert, un écusson porte la date de 1573. Une carte de l'Ariège, œuvre des frères Poulain, est peinte au plafond du Couvert (côté Est de la place).

#### Maisons d'illustres personnages
On notera la maison du maréchal Bertrand Clauzel et celle de l'astronome Jean-Joseph Vidal, né et mort à Mirepoix (30 mars 1747 - 2 janvier 1819), qui avait installé un observatoire dans sa maison natale pour ses études sur la planète Mercure, en particulier, et qui a laissé des mémoires scientifiques qui font encore autorité. De même, les Hôtels de Montfaucon, des Lévis sont à signaler.

#### L'église Notre-Dame-et-Saint-Michel
L'église Notre-Dame-et-Saint-Michel est située dans le cimetière, avenue Victor Hugo, elle présente quatre tableaux dont trois retracent la fondation et l'œuvre des Trinitaires, et un retable du XVIIe siècle. On peut voir dans le cimetière le mausolée du maréchal Clauzel ainsi que les tombeaux du colonel Petitpied, du gouverneur Émile Pinet-Laprade, et du couple d'écrivains Raymond et Marie-Louise Escholier.

#### Le pont
D'une longueur de 206 mètres et comportant sept arches, il est l'œuvre de l'architecte Jean-Rodolphe Perronet  (1708-1794), qui fonda avec Daniel-Charles Trudaine l'École nationale des ponts et chaussées, et dont les ouvrages les plus connus sont le pont de la Concorde à Paris (1787-1791) et le pont de Nantes. Sa construction est initiée en 1776. Le chêne vert, proche du pont, est un vénérable arbre de plusieurs siècles, jusqu'à sa chute en 2025.

#### La fontaine des Cordeliers
Dans la périphérie, la fontaine des Cordeliers date du XVIIe siècle. C'est en 1272 que les franciscains « cordeliers » s'étaient installés à Mirepoix, à la demande de Guy Ier de Lévis (1216).

#### Le château de Terride
L'ancien château de Mirepoix, dont la première mention remonte à 960, avait été pris en même temps que la cité, le 22 septembre 1209, jour de la Saint-Maurice, par les croisés de Simon de Montfort. Celui-ci l'avait donné à Guy de Lévis (c'est le 1er décembre 1212 que ce dernier reçoit un domaine d'environ 200 km2, dont Mirepoix est le siège). Le château ne prit le nom de « Terride » qu'au XVIe siècle, en vertu d'une convention conclue entre Jean de Lévis et Catherine-Ursule de Lomagne, qui lui apporta en dot la baronnie de Terride en Gimois (commune de Labourgade, où se trouve le château de Terride, en Tarn-et-Garonne). Il est classé à l'inventaire des monuments historiques en 1875.

#### Autres monuments
- L’église Saint-Aulin de Saint-Aulin ;
- l’église Saint-Genès de Mazerette ;
- l'ancienne gare ferroviaire, établie sur la ligne fermée de Pamiers à Limoux.

### Personnalités liées à la commune
- Pierre-Roger IX de Mirepoix seigneur de Mirepoix vers 1190 à vers 1210, fils de Pierre-Roger VIII de Mirepoix. Il est dépossédé de ses terres lors du traité de Paris au profit du maréchal Guy de Lévis en 1229.
- Guy Ier de Lévis seigneur de Mirepoix vers 1229, fils de Philippe de Lévis. Il est le fondateur de la maison de Lévis-Mirepoix. Il est père de Guy II de Lévis.
- Pierre Poisson ou Peysson, architecte originaire de la ville, il fut appelé en Avignon par Benoît XII pour y édifier une partie du Palais des Papes[85]
- Jacques Fournier (c.1280-1342), évêque de Mirepoix, inquisiteur. Il a été élu pape sous le nom de Benoît XII en 1342. Il était le troisième Pape d'Avignon.
- Pierre-Paul Riquet (1609-1680), qui conçut et réalisa presque entièrement le canal du Midi, vécut à Mirepoix de 1634 à 1646 en tant qu'officier de la chambre à sel. Marié à Catherine de Milhau, il fit baptiser à Mirepoix ses quatre premiers enfants avant d'aller s'installer à Revel.
- Marie le Pech de Calages (1631-1661), poétesse, vécut à Mirepoix avec son mari, Henri de Calages, receveur du grenier à sel de la ville[86]. Plusieurs fois couronnée par l'Académie des Jeux Floraux.
- Jacques Vidal (ou Jean-Joseph) (1747-1819), astronome qui a notamment étudié la planète Mercure[87].
- Jean-Baptiste Mercadier, de Bélesta (1750-1818), ingénieur de la province du Languedoc[88]. Il supervisa les travaux du pont dont la conception revient à Jean-Rodolphe Perronet.
- Bertrand Clauzel (1772-1842), général d'Empire, recevra son bâton de maréchal de France sous Louis-Philippe Ier en 1831.
- Frédéric Soulié (1800-1847), romancier, auteur dramatique, critique et journaliste français.
- Émile Pinet-Laprade (1822-1869), ancien gouverneur français du Sénégal, est né à Mirepoix. Il y est enterré.
- Jean-François Vidalat (1758-1801), député au Conseil des Cinq-Cents, né à Mirepoix
- Le duc Antoine de Lévis-Mirepoix, académicien, historien et écrivain (1884-1981). Il fut maire de la cité par délégation spéciale durant la Seconde Guerre mondiale.
- Raymond Escholier (1882-1971), romancier, journaliste, critique d'art. Auteur, en collaboration avec son épouse, de Cantegril.
- Marcel Pagnol (1895-1974), romancier, dramaturge et cinéaste, était professeur à l'École Supérieure devenue aujourd'hui Résidence des Trinitaires.
- Pierre Daboval (1918-2015), peintre et dessinateur, retiré à Mirepoix à partir de 1998.
- Terence Macartney-Filgate (en) (1924-2022), réalisateur britannique-canadien qui habite à Mirepoix. Il a réalisé et écrit une centaine de films dans une carrière de plus de 50 ans.
- Serge Binotto (1939-2021). Designer et architecte, associé de Jean Prouvé.
- Claude Labatut né le 27 mars 1942 à Mirepoix. Finaliste du championnat de France de rugby en 1969 avec le Stade toulousain[89]. A joué à Toulouse et Mauvezin. Troisième ligne aile (1,76 m, 84 kg).
- Pierre Salettes né le 24 novembre 1950 à Mirepoix. Vainqueur du championnat de France de rugby à XV en 1979 avec Narbonne et finaliste en 1974. A joué à Quillan et Narbonne. Talonneur (1,80 m, 90 kg).

### Mirepoix dans la culture
- Un des sketches du film d'horreur grand-guignolesque The Theatre Bizarre, The Mother of Toads, réalisé par Richard Stanley, se passe à Mirepoix. Le protagoniste principal, qui effectue des recherches sur diverses formes d'ésotérisme et de mouvements occultes, y emmène sa femme. On peut y voir la maison des consuls, ses sculptures et une librairie située non loin, qui se trouve être tenue par une bien étrange vieille femme...

### Héraldique
| Blason de Mirepoix | Blason  | De gueules, à un poisson (truite) d'or posé en fasce et au chef cousu d'azur chargé de trois étoiles d'or. |
| Blason de Mirepoix | Détails | Ce blason est établi tardivement (au début du XIXe siècle). L'armorial De gueules à un poisson d'or posé en fasce et un chef cousu d'azur chargé de trois étoiles d'or, date quant à lui de 1697. Le statut officiel du blason reste à déterminer. |

## Pour approfondir